# Storia dei San Francisco 49ers

Il logo dei San Francisco 49ers

I San Francisco 49ers sono un club di football americano professionistico nato nel 1946 con sede a San Francisco, in California (Stati Uniti). Questa voce approfondisce la storia della franchigia dalla fondazione ad oggi.

## I primi anni (1946-1978)

### 1946-1949: inizi nella AAFC
I 49ers debuttarono nel football professionistico nel 1946 come membri della All-America Football Conference. Anche se non riuscirono mai ad opporsi al dominio dei Cleveland Browns, erano tuttavia la seconda miglior formazione della lega. Dopo la dissoluzione di quest'ultima nel 1949, i 49ers, assieme ai Cleveland Browns e alla prima versione dei Baltimore Colts, furono ammessi nella National Football League nel 1950.
Il nome della squadra deriva dalla corsa all'oro californiana che avvenne nell'area di San Francisco durante il 1849. È l'unico nome affiliato alla squadra che è sempre risieduta a San Francisco.

### Anni cinquanta
La prima gara nella NFL dei 49ers fu una gara casalinga contro i New York Yanks il 17 settembre 1950, persa per 21–17. Diversamente dai Cleveland Browns, che vinsero il titolo quell'anno, i 49ers faticarono nella loro prima stagione nella NFL, terminando con un record di 3–9. Nel 1951 fecero meglio, salendo a un record di 7–4–1 e raggiungendo quasi la finale di campionato. Nel 1953 la squadra ebbe la sua migliore annata con un record di 9-3, ma una sconfitta contro i Detroit Lions li tenne ancora fuori dalla finalissima. Dopo un 1954 terminato con un record di 7–4–1, l'anno successivo la squadra scese a un bilancio di 4-8 a causa degli infortuni patiti. Con l'ex quarterback Frankie Albert divenuto capo-allenatore l'annata 1956 si concluse con un record di 5–6–1.

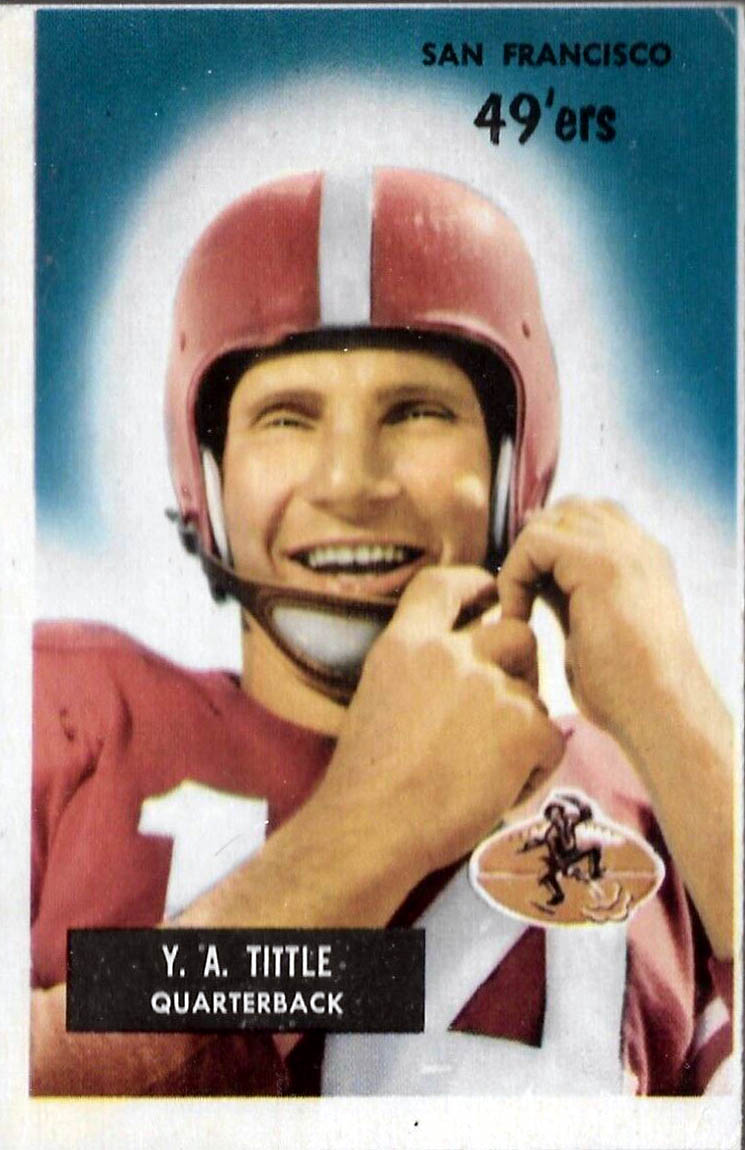
Il quarterback Hall of Famer Y.A. Tittle.

Nel 1957 i Niners vinsero tutte le ultime tre gare terminando con un record di 8—4, alla pari coi Lions per il titolo della NFL Western Division, dando luogo a uno spareggio tenutosi a San Francisco. I 49ers partirono forte balzando in vantaggio per 27—7 ma i Lions, guidati dal quarterback Tobin Rote, entrato per sostituire l'infortunato Bobby Layne, diedero vita a una delle più grandi rimonte della storia, andando a vincere per 31—27.
Per la maggior parte delle successive tredici stagioni, i Niners furono una squadra senza particolari acuti. Frankie Albert si dimise da allenatore dopo una stagione terminata con un record di 6–6, venendo sostituito da Red Hickey. Questi terminò con un bilancio di 7-5 sia nel 1959 che nel 1960. Giocatori chiave di quegli anni furono il running back Ken Willard, il quarterback John Brodie e l'offensive lineman Bruce Bosley.

### Anni sessanta
Nel 1961 i 49ers vinsero quattro delle prime cinque gare. Nella sesta però furono surclassati dai Chicago Bears per 31—0. Delle successive nove gare, la squadra ne vinse solo tre. In tutto l'anno la squadra vinse solo una partita in casa.

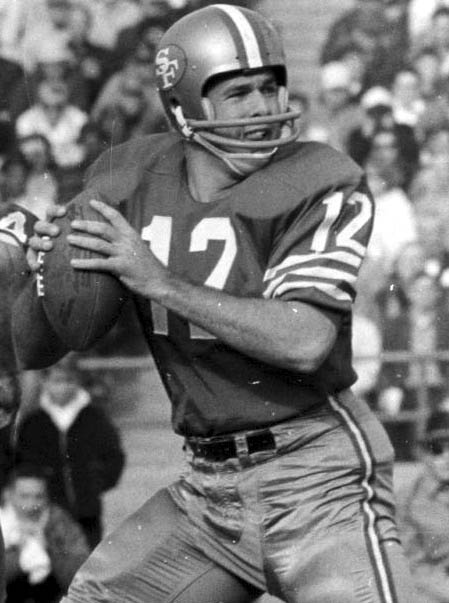
John Brodie fu il quarterback dei 49ers dal 1957 al 1973.

Dopo aver terminato tre stagioni consecutive con un record negativo (6–8, 2–12 e 4–10 nel 1962–64), nel 1965 la squadra si riprese terminando con un bilancio di 7–6–1. Quell'anno furono trascinati dada John Brodie, che dopo essere stato rallentato dagli infortuni si impose come uno dei migliori quarterback della lega, passando 3.112 yard e 30 touchdown. Nel 1966 la squadra vinse sei partite, di cui una sui futuri vincitori del Super Bowl I, i Green Bay Packers. Coach Jack Christiansen fu licenziato dopo la stagione 1967 che vide la squadra perdere sei gare consecutive e terminare con un record di 7-7.
Per il 1968, i 49ers assunsero Dick Nolan come capo-allenatore, il quale era stato il coordinatore difensivo di Tom Landry ai Dallas Cowboys. Le prime due stagioni di Nolan rispecchiarono l'andamento del decennio precedente, terminando con record di 7–6–1 e 4–8–2.

### Anni settanta

#### 1970
Nel 1970 i 49ers iniziarono la stagione con un record di 7—1—1, con l'unica sconfitta che giunse per un solo punto contro gli Atlanta Falcons. Dopo sconfitte contro Detroit e Los Angeles, la squadra vinse le successive due gare, prima dell'ultima sfida stagionale contro gli Oakland Raiders. A causa della vittoria dei Giants sui Rams, a San Francisco era necessaria una vittoria per raggiungere il primo titolo di division della sua storia. La squadra in trasferta dominò vincendo per 30-3 e si aggiudicò per la prima volta la NFC West division.
Nel divisional playoff, i Niners vinsero per 17–14 contro i Minnesota Vikings, qualificandosi per la finale NFC contro i Dallas Cowboys. In quella che fu la loro ultima gara casalinga al Kezar Stadium, i 49ers combatterono ad armi pari contro i Cowboys, prima di soccombere per 17–10.
Cinque giocatori dei 49ers furono convocati per il Pro Bowl quell'anno mentre il veterano John Brodie fu premiato come MVP della NFL.

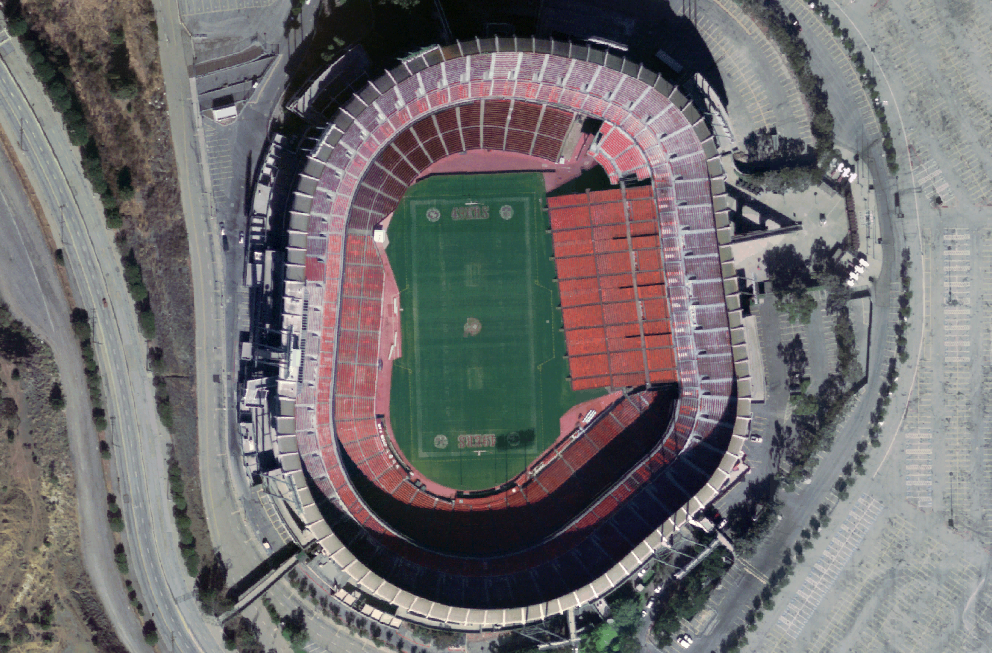
Candlestick Park è stata la casa dei 49ers dal 1971 al 2013.

#### 1971
Dopo la stagione 1970 la squadra passò dal Kezar Stadium a Candlestick Park. Malgrado fosse allocato nella periferia della città, Candlestick Park diede ai tifosi una struttura più moderna e facilmente raggiungibile dall'autostrada.
I 49ers vinsero il loro secondo titolo di division consecutivo nel 1971 con un record di 9-5. Nel divisional round dei playoff i Niners batterono i Washington Redskins con un punteggio finale di 24-20, portandoli a cercare la rivincita contro i Cowboys nella finale della NFC, questa volta giocata a Dallas. Ancora una volta la difesa riuscì a contenere i Cowboys, ma l'attacco dei 49ers fu inefficace e la squadra perse contro i futuri vincitori Super Bowl per 14–3.

#### 1972
I 49ers vinsero per il terzo anno consecutivo la NFC West nel 1972, facendone l'unica franchigia a vincere i primi tre titoli di division dalla fusione tra NFL e AFL di tre anni prima. Nel divisional round dei playoff per il terzo anno consecutivo si trovarono opposti ai Cowboys.
Vic Washington ritornò il kickoff di apertura per 97 yard in touchdown e i 49ers si portarono in vantaggio per 21 a 6 nel secondo quarto. Nell'ultimo periodo, quando il punteggio era di 28-13 in favore di San Francisco, Tom Landry mandò in campo il quarterback Roger Staubach, che stava fungendo da riserva a Craig Morton. Staubach guidò velocemente i Cowboys a segnare un field goal, portando il punteggio sul 28–16. I Cowboys completarono la rimonta negli ultimi due minuti. Poco dopo il two-minute warning, Staubach passò a Billy Parks un touchdown portando il risultato sul 28–23. Successivamente la squadra recuperò un onside kick e, con i Niners alle corde, Staubach passò un altro touchdown a Ron Sellers che diede a Dallas la vittoria e a San Francisco una drammatica eliminazione. La portata della sconfitta fu talmente forte che San Francisco non raggiunse più i playoff per le successive otto stagioni.

#### 1973-1975
Il dominio dei 49ers nella NFC West si concluse nel 1973 quando scesero a un record di 5-9, il peggiore dal 1969. La squadra perse sei delle ultime otto gare. Nell'ultima stagione della carriera, il quarterback John Brodie divise i minuti in campo con altri due giocatori, tra cui Steve Spurrier. La squadra soffrì anche la mancanza di un running back alto livello, con Vic Washington che guidò la squadra con sole 534 yard corse.
Nel 1974 i 49ers scelsero nel draft Wilbur Jackson dalla University of Alabama come loro running back titolare. Jackson ebbe una buona annata da rookie, correndo 705 yard. Con Steve Spurrier infortunato che saltò quasi l'intera annata, i 49ers non ebbero un quarterback stabile ma terminarono comunque con un rispettabile record di 6-8. A fine stagione, il tight end Ted Kwalick lasciò la squadra per passare alla World Football League.
I 49ers scesero a un record di 5–9 in quello che sarebbe stato l'ultimo anno di Dick Nolan come allenatore, il 1975, perdendo tutte le ultime quattro gare. Wilbur Jackson fu infortunato per la maggior parte dell'anno e Delvin Williams guidò la squadra con 631 yard corse.

#### 1976
Dopo la stagione 1975, i Niners acquisirono in uno scambio dai New England Patriots il quarterback Jim Plunkett, ex vincitore dell'Heisman Trophy alla vicina Stanford University (che era anche stata l'alma mater di John Brodie). Malgrado Plunkett avesse dimostrato doti promettenti coi Patriots, non riuscì mai imporsi nella squadra e si credette avesse bisogno di un cambio di scenario. Monte Clark fu assunto come nuovo capo-allenatore della squadra.
I 49ers poterono contare su uno dei migliori giochi sulle corse della lega nel 1976. Delvin Williams emerse come uno dei migliori running back della lega, correndo oltre 1.200 yard e venendo convocato per il Pro Bowl. Anche Wilbur Jackson disputò una discreta stagione, correndo 792 yard. Ancora una volta, Gene Washington fu il miglior ricevitore della squadra con 457 yard e 6 touchdown.
San Francisco iniziò con un record di 6-1, la migliore partenza dal 1970. Molte vittorie giunsero contro squadre di seconda fascia, anche se ci fu un 16-0 sui Rams a Los Angeles nel Monday Night Football. In quella gara i Niners misero a segno 10 sack, sei dei quali da parte di Tommy Hart. La squadra tuttavia perse quattro gare consecutive, di cui due contro i rivali di division di Los Angeles e Atlanta che furono fatali per le loro speranze di centrare i playoff. Malgrado l'aver terminato con un record di 8–6, Clark fu licenziato dopo una sola stagione dal general manager Joe Thomas, il quale avrebbe diretto la squadra nel peggior periodo della sua storia.

#### 1977
Sotto la guida del capo-allenatore Ken Meyer la squadra perse le prime cinque gare della stagione 1977, incluse due senza segnare alcun punto. In seguito vinse cinque delle successive sei, ma perse le ultime tre consecutive, terminando con un bilancio di 5–9. Giocare a San Francisco non si rivelò essere la svolta della carriera di Plunkett, che ebbe un'altra stagione deludente lanciando soli 9 passaggi da touchdown. Tra gli aspetti positivi ci furono i defensive lineman Tommy Hart e Cleveland Elam, convocati entrambi per il Pro Bowl, e i running back Wilbur Jackson e Delvin Williams, che corsero complessivamente 1.600 yard. Gene Washington guidò ancora la squadra in ricezioni nel 1977, in quella che sarebbe stata la sua ultima stagione con la squadra.

#### 1978
Dopo la fine della stagione 1977, Joe Thomas operò delle mosse discutibili che gli si ritorsero presto contro. La più grande acquisizione della off-season fu il running back O.J. Simpson dai Buffalo Bills. Come con Plunkett due anni prima, si credette che far cambiare aria a Simpson avrebbe avuto un effetto positivo sulla sua carriera. Per fare spazio a Simpson, Thomas scambiò Delvin Williams coi Miami Dolphins per il wide receiver Freddie Solomon. Thomas inoltre svincolò Gene Washington e Jim Plunkett, rinunciando al quarterback dopo due stagioni. Infine, Thomas licenziò Meyer dopo una sola stagione, sostituendolo con Pete McCulley, il terzo allenatore in tre stagioni.
La stagione 1978 fu disastrosa per la squadra che terminò con un record di 2–14, con le uniche vittorie che vennero contro Cincinnati Bengals e Tampa Bay Buccaneers. Simpson guidò la squadra in yard corse, ma furono solo 600. Divenne evidente che il fisico di Simpson non avrebbe più retto e che si trovava alla fine della carriera. Wilbur Jackson inoltre perse l'intera annata per infortunio. A peggiorare la situazione vi fu il fatto che la prima scelta assoluta del Draft NFL 1979 era stata scambiato coi Bills nell'ambito dell'affare Simpson. Thomas fu licenziato a fine stagione.
Ad ogni modo, nel 1978 giunsero come rookie anche alcuni giocatori chiave dei 49ers nel decennio di trionfi successivo. Il quarterback rookie Steve DeBerg, che sarebbe stato il primo mentore di Joe Montana, fu il quarterback titolare. Il running back Paul Hofer e il centro/guardia Randy Cross giocarono anch'essi come titolari nel 1978.

## L'epoca di Bill Walsh, Joe Montana e Jerry Rice

### 1979-80: Gli arrivi di Walsh e Montana
Nel 1979 il nuovo proprietario Edward J. DeBartolo Jr. scelse l'allenatore Bill Walsh, proveniente dalla Stanford University, per guidare la squadra. Walsh è ricordato come il creatore della strategia di gioco conosciuta col nome di "West Coast Offense". Durante i suoi primi anni con la franchigia, la squadra di Walsh era famosa per il suo gioco caratterizzato da passaggi corti, mentre in seguito divenne dominante in ogni aspetto del gioco. La prima scelta di Walsh nel Draft fu il quarterback Joe Montana che aveva guidato Notre Dame alla vittoria del titolo nazionale nel 1977 oltre a un gran numero di vittorie in rimonta. Montana giocò tutte e 16 partite della stagione regolare durante la stagione 1979 ma lanciò solo 23 passaggi, trascorrendo la maggior parte della stagione in panchina dietro il titolare Steve DeBerg.
Montana divenne il quarterback titolare a metà della stagione 1980. Il 7 dicembre 1980, San Francisco ospitò i New Orleans Saints, ancora senza vittorie. I Saints alla fine del primo tempo erano avanti 35–7. All'inizio del quarto periodo, New Orleans guidava ancora 35–21 ma San Francisco pareggiò la gara alla fine del tempo regolamentare. Nei supplementari, Ray Wersching calciò il field goal della vittoria per San Francisco, 38–35. Questa segnò la prima vittoria in rimonta di Montana nella sua carriera NFL. Durante le sue 16 stagioni nella lega, questo accadde 31 volte con Montana come quarterback; 26 di queste vennero come 49er. San Francisco finì il 1980 con record di 6-10.

### 1981: The Catch e vittoria del primo Super Bowl
Montana iniziò la stagione 1981 come il titolare nel ruolo di quarterback. La stagione terminò come una delle migliori della storia della franchigia sino a quel momento. Grazie alle prestazioni di Montana come quarterback, la squadra finì la stagione regolare con un 13–3 di record., Montana aiutò anche San Francisco vincendo due gare con rimonte all'ultimo quarto. Questa stagione fu anche anticipatrice di una delle più memorabili azioni di Montana come quarterback.

#### The Catch
Il 10 gennaio 1982 San Francisco affrontava i Dallas Cowboys a Candlestick Park nella finale della National Football Conference. L'ultimo quarto fu segnato da una delle più note giocate della storia della NFL. Larry Schwartz di ESPN.Com in seguito definì la finale della NFC del 1981 come la partita che stabilì definitivamente la grandezza di Montana.
Quando San Francisco ebbe il possesso con 4:54 minuti alla fine del tempo regolamentare, Dallas era in vantaggio 27–21; il drive iniziò sulla linea delle 11 yard di San Francisco. Dopo 6 passaggi completi di Montana e 4 corse, San Francisco portò la palla sulla linea delle 13 yard di Dallas. Dopo un passaggio senza successo e poi un altro con guadagno di 7 yard, San Francisco si trovava al terzo down sulla linea delle 6 yard. Montana prese lo snap e corse alla sua destra. Poi, fuori equilibrio, passò verso la end zone e il wide receiver di San Francisco Dwight Clark prese con un balzo il pallone segnando il touchdown del pareggio. Con soli 51 secondi rimanenti, Wersching calciò l'extra point e San Francisco vinse la gara 28–27. La ricezione di Clark fu chiamata semplicemente The Catch (La Presa), e portò San Francisco a disputare il Super Bowl XVI.

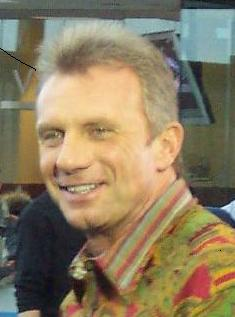
Joe Montana portò i 49ers a vincere 4 Super Bowl.

#### Super Bowl XVI
San Francisco affrontò i Cincinnati Bengals nel Super Bowl XVI. Montana completò 14 passaggi su 22 tentativi per 157 yard con un passaggio da touchdown ed un altro touchdown su corsa. San Francisco vinse la gara 26–21, e, come riconoscimento alla sua prestazione, Montana vinse il premio di miglior giocatore Super Bowl, traguardo che raggiunse altre due volte in carriera.

### 1982-1983
La stagione regolare del 1982 fu accorciata a nove partite a causa dello sciopero dell'Associazione dei Giocatori e San Francisco non raggiunse i playoff.
L'anno seguente la squadra terminò la stagione con un record di 10-6 vincendo la NFC West. Nel turno dei divisional playoff, affrontarono i Detroit Lions. Ancora una volta, Montana dimostrò la sua abilità di giocare bene in situazioni ad alta pressione. Malgrado l'essere stati superati nettamente in termini di yard totali guadagnate, i 49ers erano sotto solo di 6 punti verso la fine della partita. Con 1:23 minuti alla fine dei tempi regolamentari, l'attacco dei 49ers aveva la palla sulla linea delle 14 yard dei Lions. Montana completò un passaggio da touchdown per il wide receiver Freddie Solomon e San Francisco andò in vantaggio assicurandosi l'extra-point.
La vittoria portò i 49ers alla finale della NFC Championship contro i Washington Redskins. I Redskins guidavano 21–0 all'inizio dell'ultimo periodo ma Montana aiutò i 49ers a rifarsi sotto. Grazie a tre passaggi da TD di Montana nell'ultimo quarto, i 49ers pareggiarono la gara sul 21-21. Purtroppo, il kicker dei Redskins Mark Moseley segnò un field goal da 25 yard nei momenti finali della partita. Malgrado gli sforzi di Montana, i 49ers persero 24-21.

### 1984: Vittoria del secondo Super Bowl
Nel 1984 i 49ers conclusero con un record di 15-1, diventando il primo team a vincere 15 partite in una sola stagione. Il record precedente era la perfect season dei Miami Dolphins che nel 1972 avevano terminato la stagione senza sconfitte, ma all'epoca la stagione regolare era di 14 partite.

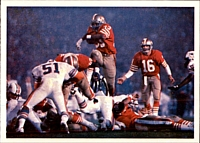
Roger Craig (al centro) e Joe Montana (destra) nel Super Bowl XIX

Nelle prime due gare di playoff, i 49ers sconfissero i New York Giants e i Chicago Bears con un punteggio totale di 44-10. Nel Super Bowl XIX, i 49ers affrontarono i Dolphins, il cui quarterback era Dan Marino.

#### Super Bowl XIX
Nella partita i 49ers batterono i Dolphins 38-16 con Montana che lanciò tre touchdown, stabilendo il record dell'epoca del Super Bowl per il maggior numero di yard passate (331) e guadagnando il secondo premio di Super Bowl MVP. Dopo la gara, il capo allenatore dei 49ers Bill Walsh disse: "Joe Montana è attualmente il miglior quarterback della lega, forse il migliore di tutti i tempi."

### 1985-1987: l'arrivo di Jerry Rice

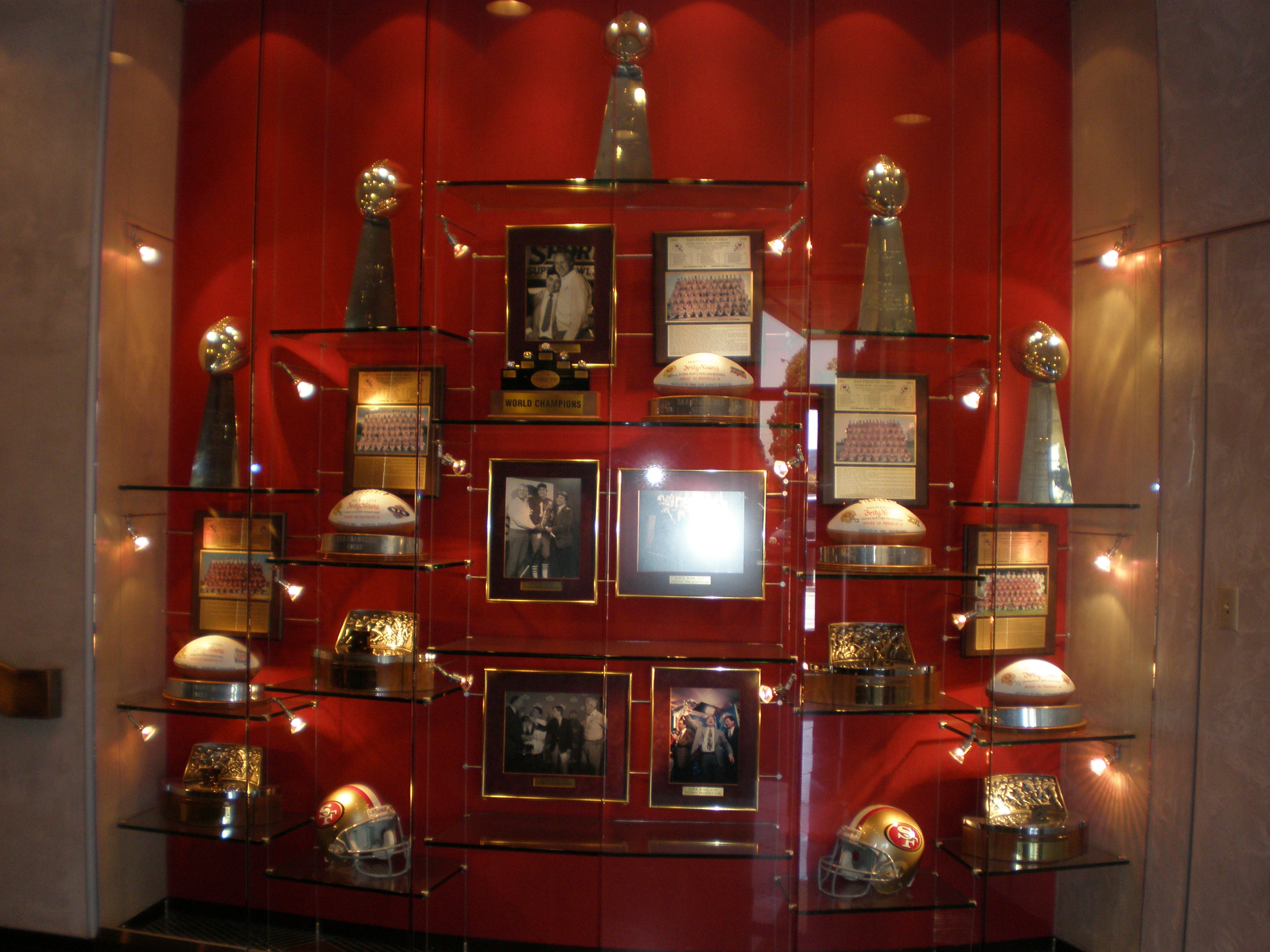
La bacheca dei trofei dei 49ers.

Nella stagione 1985, grazie in buona parte alle prestazioni di Montana come quarterback, i 49ers si qualificarono nuovamente per i Playoff NFL, ma persero nel primo turno delle wild card della NFC contro i New York Giants. Questa stagione segnò l'arrivo del rookie Jerry Rice, il wide receiver che sarebbe diventato il leader in tutte le classifiche all-time nelle ricezioni, che continuò ad essere uno dei punti di forza dei 49ers anche nel decennio successivo.
Nel 1986 Montana soffrì un grave infortunio alla schiena durante la prima settimana della stagione regolare che lo tenne fuori fino al 6 novembre. Malgrado Montana avesse giocato solo 8 partite e tirato più intercetti che touchdown per l'unica volta in carriera, i 49ers finirono la stagione con un record di 10–5–1.
Nel 1987 i 49ers ebbero il miglior record della NFL nella stagione regolare, ma furono eliminati nelle semifinali della NFC dai Minnesota Vikings.
Prima della stagione 1987, Bill Walsh completò l'acquisto di Steve Young, ex quarterback dei Tampa Bay Buccaneers. Young giocò otto partite di stagione regolare e finì con un passer rating di 120,8.

### 1988: terzo Super Bowl
Le prestazioni di Young nel 1987 furono abbastanza convincenti da iniziare a far suscitare all'inizio della stagione 1988 una controversia su chi dei due avrebbe dovuto giocato più tempo come quarterback. Young giocò in 11 gare quell'anno e affiorarono voci che Montana potesse essere ceduto. Dopo una sconfitta casalinga coi Los Angeles Raiders che lasciò i 49ers con un 6–5 di record però, il loro approdo ai playoff era in pericolo. Montana riguadagnò il posto da titolare e portò i 49ers a un record di 10-6 ed alla vittoria della NFC West.
I 49ers nei playoff superarono i Minnesota Vikings e i Chicago Bears guadagnandosi l'accesso al Super Bowl XXIII. Nei Divisional Playoff, i 49ers superarono Minnesota, la squadra che li aveva eliminati l'anno precedente, per 34-9. La vittoria sui Bears nella finale della NFC fu di particolare rilievo. Giocata al Soldier Field a Chicago, con temperature sotto zero ed un forte vento, Montana lanciò per 288 yard e 3 touchdown. Il suo primo passaggio da touchdown venne in una giocata in cui Montana lanciò un perfetto passaggio sulla linea laterale per Jerry Rice su un terzo down alla fine del primo quarto e Rice superò due difensori dei Bears per una segnatura da 61 yard. I 49ers vinsero 28-3 avanzando al Super Bowl XXIII.

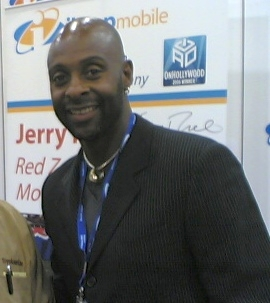
Jerry Rice fu l'MVP del Super Bowl XXIII.

#### Super Bowl XXIII
Nel gennaio 1989 i 49ers affrontarono nuovamente i Bengals nel Super Bowl. Alla sua terza partecipazione al Super Bowl, Montana disse al San Jose Mercury News: "Questo Super Bowl è più gratificante dei precedenti perché la strada per arrivarci è stata più dura." Il giorno della grande partita, Montana ebbe una delle migliori prestazioni della sua carriera. Completò 23 passaggi su 36 per un record del Super Bowl di 357 yard e 2 touchdown. Malgrado la sua grande performance, i 49ers si trovarono in svantaggio coi Cincinnati Bengals 16-13 con soli 3 minuti e 20 secondi alla fine della partita e la palla sulla linea delle proprie 8 yard. Montana con calma portò la squadra a guadagnare yard su yard, completando 8 passaggi su 9 per 97 yard e lanciando il touchdown della vittoria per John Taylor a soli 34 secondi dalla fine. Da allora questi ultimi minuti della partita vengono ricordati come the drive.

### 1989: Quarto Super Bowl
Il 1989 si rivelò un'altra stagione di successo per i 49ers. La squadra finì col miglior record della lega. 14–2, dove le uniche due sconfitte vennero per uno scarto totale di soli 5 punti. Montana lanciò per 3.521 yard e 26 touchdown con soli 8 intercetti, dandogli quello che all'epoca fu il più alto passer rating della storia della NFL, un record battuto da Young nel 1994. I 49ers, nei playoff, batterono facilmente i Minnesota Vikings 41–13 e i Los Angeles Rams 30-3.

#### Super Bowl XXIV
Nel Super Bowl XXIV i 49ers sconfissero i Denver Broncos 55-10, il maggior scarto nella storia del Super Bowl, arrivando al loro quarto titolo assoluto. Montana divenne il primo giocatore della storia (e attualmente ancora l'unico) a vincere il premio di MVP del Super Bowl per la terza volta, lanciando per 297 yard e, l'allora record del Super Bowl, 5 touchdown (anche questo superato da Young nel 1994).

### 1990
Nel 1990 i 49ers ebbero ancora il miglior record della stagione regolare (14–2) nella NFL. Una partita degna di nota della stagione fu una rivincita con gli Atlanta Falcons. Intenta a portare blitz su Montana per la maggior parte della partita, la difesa di Atlanta concesse a Montana di lanciare il suo record in carriera di 476 yard (record di franchigia dei 49ers) e 6 passaggi da touchdown, cinque di essi per Jerry Rice. Nei playoff i 49ers fallirono la corsa al terzo titolo consecutivo perdendo nella finale della NFC contro i New York Giants con un punteggio di 15-13.

## Fuori Montana, dentro Young

### 1991

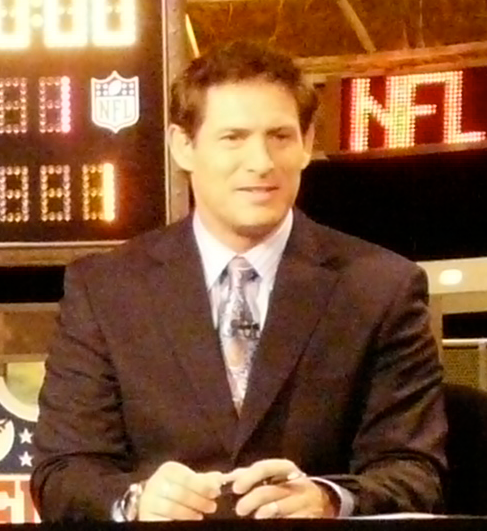
Steve Young fu il successore di Montana come quarterback dei 49ers.

In seguito ad un infortunio al tendine del gomito di Montana, occorso nella pre-stagione del 1991, che lo forzò saltare tutta la stagione, Steve Young ebbe la sua occasione di guidare stabilmente i 49ers. Fu una partenza difficile per Young. A metà stagione, i 49ers si trovavano con un record 4–4. Nella nona gara della stagione, dopo aver compiuto il record della franchigia con un passaggio da touchdown da 97 yard per Taylor, Young patì un infortunio al ginocchio e fu sostituito dal quarterback di riserva Steve Bono. Dopo aver perso quella gara e la successiva, Bono guidò i 49ers a 5 vittorie consecutive, giocando così bene che l'allenatore George Seifert decise di mantenerlo titolare anche dopo la guarigione di Young. Nella quindicesima gara della stagione però, anche Bono fu fermato da un infortunio e Young ricominciò a giocare.
La stagione fu ampiamente classificata come deludente. I 49ers passarono da un record di 14–2 nella stagione precedente a 10–6 nel 1991. Nonostante 10 vittorie siano in genere sufficienti per centrare i playoff, quella volta non fu così e San Francisco finì per non giocare la post-season per la prima volta dal 1982. Molti credettero che i giorni di Young come titolare dei 49ers fossero contati a causa dell'imminente ritorno di Montana dall'infortunio al suo gomito destro e alcuni addetti ai lavori dissero che i 49ers avrebbero dovuto scambiare Young e tenersi Montana e Bono. Questo però non accadde.

### 1992
All'inizio della stagione 1992, la partenza da titolare di Young appariva in serio pericolo. San Francisco andò vicino a scambiare Young con i Los Angeles Raiders, ma non fu finalizzato alcun accordo; inoltre si scoprì che Montana non si sarebbe ripreso in tempo per la gara di apertura. Alla fine Montana non sarebbe tornato che per la gara finale della stagione 1992, il Monday Night Football casalingo contro i Detroit Lions. Montana entrò nel secondo tempo e guidò i 49ers alla vittoria.
Young finì con l'essere il quarterback titolare di San Francisco ma ancora una volta ebbe una partenza difficile. Alla quinta giocata della gara inaugurale, subì un colpo e fu sostituito da Bono che mise a segno due passaggi da touchdown guidando i 49ers alla vittoria per 31–14. La settimana seguente, San Francisco perse 34–31 con i Buffalo Bills, malgrado Young avesse fatto il record in carriera di 449 yard passate e 3 touchdown. Young però si riprese e guidò San Francisco a una striscia di 5 vittorie consecutive, coronata da una vittoria per 56-17 sugli Atlanta Falcons in cui Young passò per 399 yard e 3 touchdown. Dopo aver perso la maggior parte della gara successiva (una sconfitta 24-14 con gli Arizona Cardinals) a causa di un'influenza, guidò San Francisco alla vittoria in tutte le rimanenti gare della stagione, portando al team un record 14–2.
Nei divisional playoff, i 49ers vinsero 20–13 sui Washington Redskins ma persero la finale della NFC per 30–20 contro i futuri vincitori del Super Bowl, i Dallas Cowboys.

### 1993
Prima dell'inizio della stagione 1993, il proprietario della squadra, Eddie DeBartolo Jr., annunciò di volere il ritorno di Montana nel ruolo di quarterback titolare per i 49ers. Questo creò una frattura nello spogliatoio, coi giocatori divisi su chi dovesse essere il quarterback. Nella primavera del 1993, si richiesta di Montana, San Francisco scambiò Montana con i Kansas City Chiefs. Young fu allora il titolare indiscusso dei 49ers e lo sarebbe rimasto per il resto della sua carriera. Ancora una volta però, ebbe un difficile inizio di stagione. Nelle prime 4 gare del 1993, Young, che fu ostacolato da un infortunio al pollice della mano con cui lanciava, subì otto intercetti, più di quante ne avesse subite nell'intera stagione precedente. Dopo essere guarito al pollice però, Young mise a segno un'incredibile striscia della durata di sette gare vinte in cui compì 16 passaggi da touchdown con soli 2 intercetti e un passer rating di 122,2. Verso la fine dell'anno, Young stabilì i record della franchigia per il maggior numero di yard passate (4.023), e di passaggi consecutivi senza un intercetto (189), guidando la NFL in passaggi da touchdown (29) e passer rating (101.5). La squadra scivolò a un record di 10–6 ma giunse nuovamente fino alla finale dell'NFC eliminando i New York Giants 44–3 nel divisional round. Ancora una volta però furono sconfitti dai Dallas Cowboys, futuri campioni, questa volta per 38–21.

### 1994: quinta vittoria del Super Bowl
Dopo aver firmato alcuni free agent chiave compreso il cornerback All-Pro Deion Sanders e le selezioni del draft NFL, i 49ers puntarono a vincere il loro primo Super Bowl dal 1989 nella stagione 1994. Iniziarono bene, battendo i Los Angeles Raiders 44–14 guidati grazie da 4 touchdown lanciati da Young, in una delle quattro gare della stagione regolare in cui ne segnò almeno 4. Dopo la sconfitta nel pubblicizzato match contro Joe Montana e i Kansas City Chiefs, i 49ers vinsero le due gare successive prima di perdere coi Philadelphia Eagles 40–8 a Candlestick Park, una gara in cui Young fu alla fine messo in panchina nel bel mezzo di una serie offensiva. Anche se il capo allenatore George Seifert disse di aver tolto Young solo perché stava venendo malmenato dalla difesa degli Eagles, Young ne ebbe abbastanza di essere il capro espiatorio per le carenze dei 49ers e protestò rumorosamente (e visibilmente) contro Seifert per la sua decisione.
Quella gara fu però considerata il punto di svolta della stagione; da lì in poi, Young guidò la squadra a 10 vittorie consecutive, con una media di 20 punti, prima di perdere l'inutile gara finale contro i Vikings. La squadra terminò col migliore record della NFL di 13–3, assicurandosi il vantaggio del fattore campo in tutte le gare dei playoff NFC. I 49ers ebbero il miglior attacco della NFL e furono così dominanti che spesso Seifert tolse Young presto dalle gare perché sentiva che il vantaggio a favore della propria squadra era ormai incolmabile. Young fu nominato MVP della NFL per la seconda volta in carriera.
Dopo una semplice vittoria per 44-15 sui Chicago Bears nel divisional round dei playoff, i 49ers balzarono a 31-14 alla fine del primo tempo contro i Dallas Cowboys nella finale dell'NFC, vincendo alla fine 38-28. I 49ers guadagnarono la possibilità di accedere nuovamente al Super Bowl ed erano nettamente favoriti per diventare la prima squadra della lega a vincere 5 Super Bowl.

#### Super Bowl XXIX
Nella grande partita, i 49ers sconfissero i San Diego Chargers, 49-26, grazie a una grande prestazione di Young che passò sei touchdown e superò il precedente record del Super Bowl di cinque, ottenuta dal suo predecessore, Joe Montana. Il quarterback fu così nominato MVP del Super Bowl XXIX.

### 1995-1999
Nei tre anni che seguirono il Super Bowl XXIX, i 49ers sarebbero stati eliminati ogni anno da Brett Favre e i Green Bay Packers, due volte a San Francisco. Young soffrì una serie di infortuni che lo forzarono a perdere diverse gare tra il 1995 e il 1997. Nel 1998 i 49ers riuscirono finalmente a battere Favre e i Packers nella gara delle wild card NFC quell'anno. Young lanciò il touchdown vincente per il wide receiver Terrell Owens con tre secondi rimanenti e ottenne la vittoria della gara con il punteggio di 30–27. In riferimento alla leggendaria presa di Dwight Clark contro i Dallas Cowboys nella finale dell'NFC del 1981, la presa di Owens fu ribattezzata "The Catch II". Una settimana dopo però, Garrison Hearst si ruppe la caviglia nella prima azione dei 49ers dalla linea di scrimmage. Senza la possibilità di condurre un running game, Young subì tre intercetti (l'ultimo quando mancavano 30 secondi alla fine della gara) e i 49ers furono sconfitti dagli Atlanta Falcons 20-18.
La stagione 1999 sarebbe stata l'ultima per Steve Young, afflitto dai moltissimi colpi ricevuti in carriera. Durante il Monday Night Football della settimana 3 contro gli Arizona Cardinals, Young fu violentemente colpito dal cornerback dei Cardinals Aeneas Williams. Young dovette abbandonare la gara per diverse botte e non ritornò più per il resto della stagione a causa dei danni subiti. Senza il loro futuro Hall of Famer, i 49ers persero 11 delle ultime 12 gare, patendo la loro prima stagione perdente dal 1982. Bobb McKittrick, allenatore della linea offensiva dei 49ers dal 1979, morì di cancro dopo la stagione 1999.

## Fine di una dinastia e crisi degli anni successivi

### 2000-2010

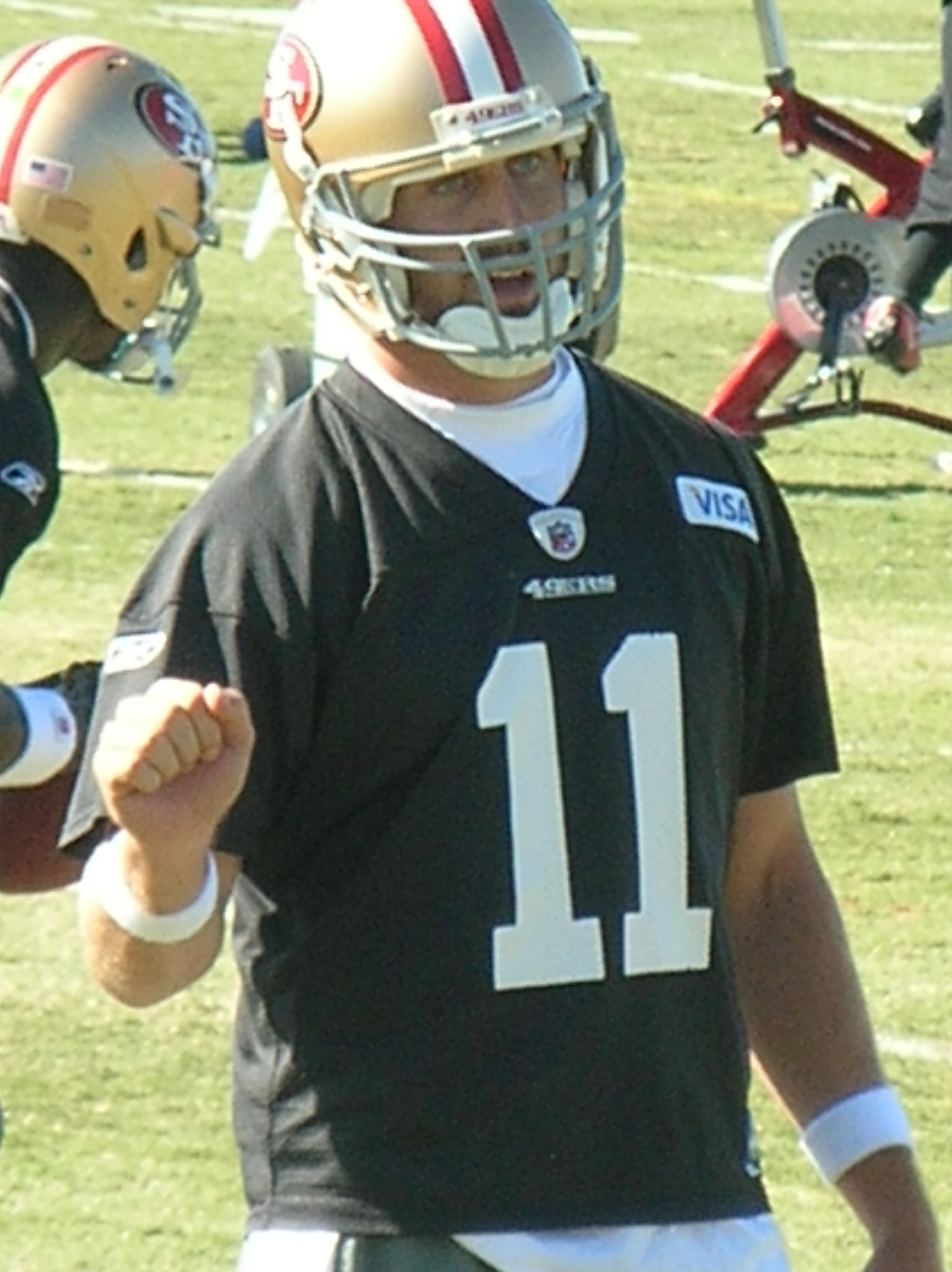
Alex Smith fu la prima scelta assoluta dei 49ers nel Draft NFL 2005.

A partire dall'inizio del 2000, la squadra ha attraversato momenti difficili, sia per i mediocri risultati sportivi, sia per alcuni scandali che hanno coinvolto prima il proprietario DeBartolo (che ha dovuto vendere la squadra alla sorella Denise e al cognato John York) e, più recentemente, il direttore delle relazioni pubbliche Reynolds.
Sul lato sportivo, le uniche due stagioni positive del primo decennio del 2000, entrambe con accesso ai play-off, furono il 2001 e il 2002 sotto l'allenatore Steve Mariucci. Nel 2001 i San Francisco 49ers terminarono la stagione regolare con un record di 12-4 che valse l'accesso ai play-off come quinta migliore della NFC. Nel turno di Wild Card, San Francisco perse al Lambeau Field contro Green Bay per 25-15. Nel 2002 i Niners tornarono a vincere la NFC West con un record di 10-6, superando anche la prima partita dei play-off contro i New York Giants per 39-38. Persero la successiva partita contro i futuri campioni di Tampa Bay per 31-6.
Dal 2003 i 49ers non parteciparono ai play-off per le successive 8 stagioni; furono anni di ricostruzione in cui la squadra selezionò al draft NFL campioni come Vernon Davis, Frank Gore, Patrick Willis e Michael Crabtree che riportarono la franchigia ad essere una squadra vincente nel 2011 con il nuovo capo allenatore Jim Harbaugh.

## 2011-2014: l'era di Jim Harbaugh

### 2011
Il 7 gennaio fu scelto come capo-allenatore l'ex coach della Stanford University Jim Harbaugh. Dopo la fine della disputa contrattuale che aveva rischiato di rimandare o cancellare la stagione 2011, i 49ers presero una decisione discussa, quella di riconfermare il QB Alex Smith per un altro anno a 4,8 milioni di dollari. A causa della decisione di tenere Alex Smith e della presenza di uno staff di allenatori tutto nuovo, la squadra era pronosticata per essere una delle peggiori della lega quell'anno. Malgrado ciò, la prima stagione di Harbaugh fu un successo: contro ogni previsione i 49ers tornarono a vincere dopo 9 anni la propria division, la NFC West, con un record di 13-3. Ai play-off, dopo un'epica vittoria con rimonta finale contro i favoriti New Orleans Saints di Drew Brees, San Francisco avanzò alla finale della NFC. La finale della NFC fu poi persa contro i futuri campioni dei NY Giants, ma solo ai tempi supplementari per un clamoroso fumble dello special team dei 49ers.

### 2012: il ritorno al Super Bowl

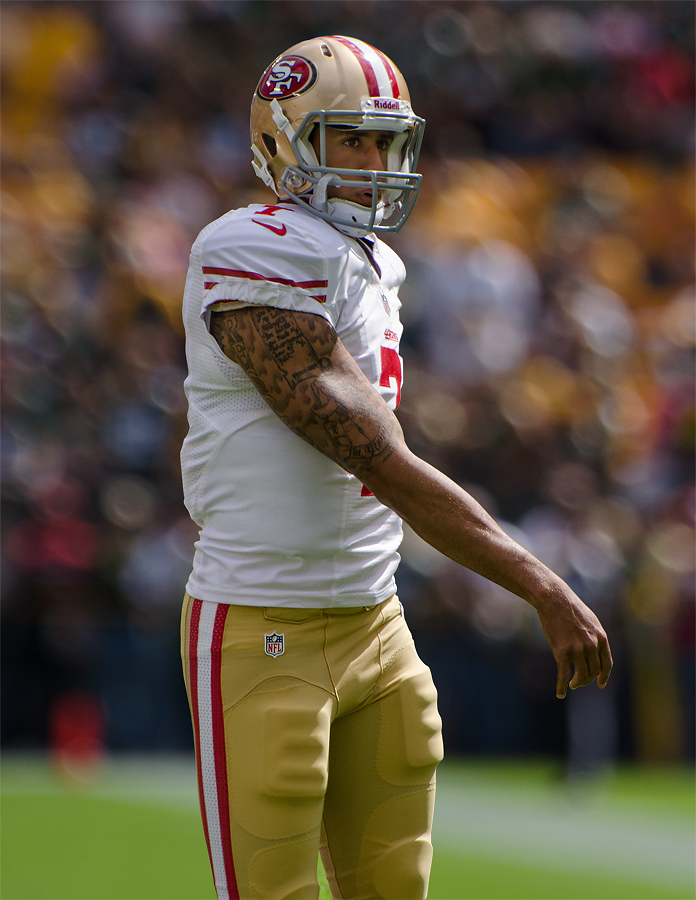
Colin Kaepernick divenne il quarterback titolare a metà della stagione 2012.

Nella seconda stagione da head coach di Harbaugh, i 49ers partirono come una delle squadre favorite per il titolo. Forti della dominante difesa mostrata nel 2011, la squadra si era arricchita in attacco con l'ingaggio del wide receiver Mario Manningham, fresco vincitore del Super Bowl con i New York Giants. Nella settimana 10, con un record di 6 vinte e 2 perse la squadra ebbe un punto di volta della stagione. Nel primo tempo della partita contro i St. Louis Rams, il quarterback titolare, Alex Smith, subì una commozione cerebrale in seguito ad uno scontro con un difensore. Colin Kaepernick, quarterback al secondo anno da professionista, sostituì Smith per tutto il resto della partita. Le prestazioni di Kaepernick nel secondo tempo con i Rams, e nella successiva partita contro i Chicago Bears, conclusa con una netta vittoria, spinsero Harbaugh a dichiarare che avrebbe potuto continuare a schierare Kaepernick anche se Smith si fosse ripreso dall'infortunio, nonostante quest'ultimo stesse disputando la sua migliore stagione di sempre con un passer rating di 104,1 (terzo nella stagione) e una percentuale di passaggi completi del 70% (primo della lega in quel momento). Harbaugh vedeva nell'atletismo del giovane Kaepernick la possibilità di dotare la sua squadra di maggiori armi offensive grazie alle corse del quarterback ed alla possibilità di effettuare lanci più in profondità. I risultati delle settimane successive confortarono la controversa scelta di Harbaugh con San Francisco che vinse per il secondo anno consecutivo la NFC West, qualificandosi per i playoff col secondo posto nel tabellone della NFC.
Il 12 gennaio 2013, i 49ers disputarono il divisional round contro i Green Bay Packers di Aaron Rodgers ottenendo una netta vittoria per 45 a 31, con un Kaepernick immarcabile che stabilì il nuovo record NFL di yards corse per un quarterback (181), segnando 2 touchdown su corsa e lanciandone altri 2 a Michael Crabtree.
La settimana successiva i Niners vinsero la loro sesta finale della NFC, per 28-24 contro gli Atlanta Falcons, e si qualificarono così per il sesto Super Bowl della loro storia, diciotto anni dopo l'ultima partecipazione alla finalissima. Il 3 febbraio 2013 la squadra subì la prima sconfitta al Super Bowl contro i Baltimore Ravens per 34-31, nonostante un'impetuosa rimonta nel secondo tempo che li portò a recuperare un deficit di 22 punti e ad avere in mano la palla della vittoria, a 2 minuti dalla fine, sulla linea delle 5 yard difensive dei Ravens.

### 2013
Nella terza stagione con Jim Harbaugh alla guida, l'obiettivo di San Francisco era tornare al Super Bowl. La squadra aprì l'ultima stagione a Candlestick Park con una vittoria convincente su Green Bay, in cui Kaepernick passò 412 yard e 3 touchdown. 208 di queste 412 yard furono per il nuovo arrivato Anquan Boldin, al suo debutto come 49er. Fecero seguito però due sconfitte consecutive contro Seattle e Indianapolis. I Niners però si ripresero vincendo cinque partite consecutive, prima della settimana di pausa. Al ritorno in campo vi furono altre due sconfitte consecutive contro i Panthers in casa e contro i Saints a New Orleans scendendo a un record di 6-4. Quelle rimasero ad ogni modo le ultime due sconfitte dei californiani nella stagione regolare. Nella settimana sedici vi fu l'ultima gara della storia a Candlestick contro i Falcons nella rivincita della finale di conference dell'anno precedente, decisa da un intercetto di NaVorro Bowman su Matt Ryan ritornato per 89 yard in touchdown, che assicurò a San Francisco un posto nei playoff.
Il club terminò la stagione con un bilancio di 12-4 e il quinto posto nel tabellone della divisione. Nella prima gara dei 49ers nel turno delle wild card da undici anni, vi fu la rivincita della gara della settimana 1 contro Green Bay al Lambeau Field, vinta per 23-20 grazie a un field goal nel finale di Phil Dawson. Nel secondo turno, San Francisco vendicò la sconfitta della settimana 9 contro Carolina avendo la meglio 23-10, in una gara in cui la difesa non concesse alcun punto agli avversari nel secondo tempo. Con la vittoria, i 49ers raggiunsero la terza finale della NFC consecutiva. I 49ers andarono al CenturyLink Field per affrontare i Seattle Seahawks numero 1 del tabellone. San Francisco perse tre palloni nel quarto periodo, cedendo contro i futuri vincitori del Super Bowl per 23-17. Un'ulteriore tegola fu l'infortunio di una delle loro stelle, il linebacker NaVorro Bowman, che si ruppe il legamento crociato anteriore e il legamento mediale collaterale, perdendo l'intera stagione successiva.

### 2014

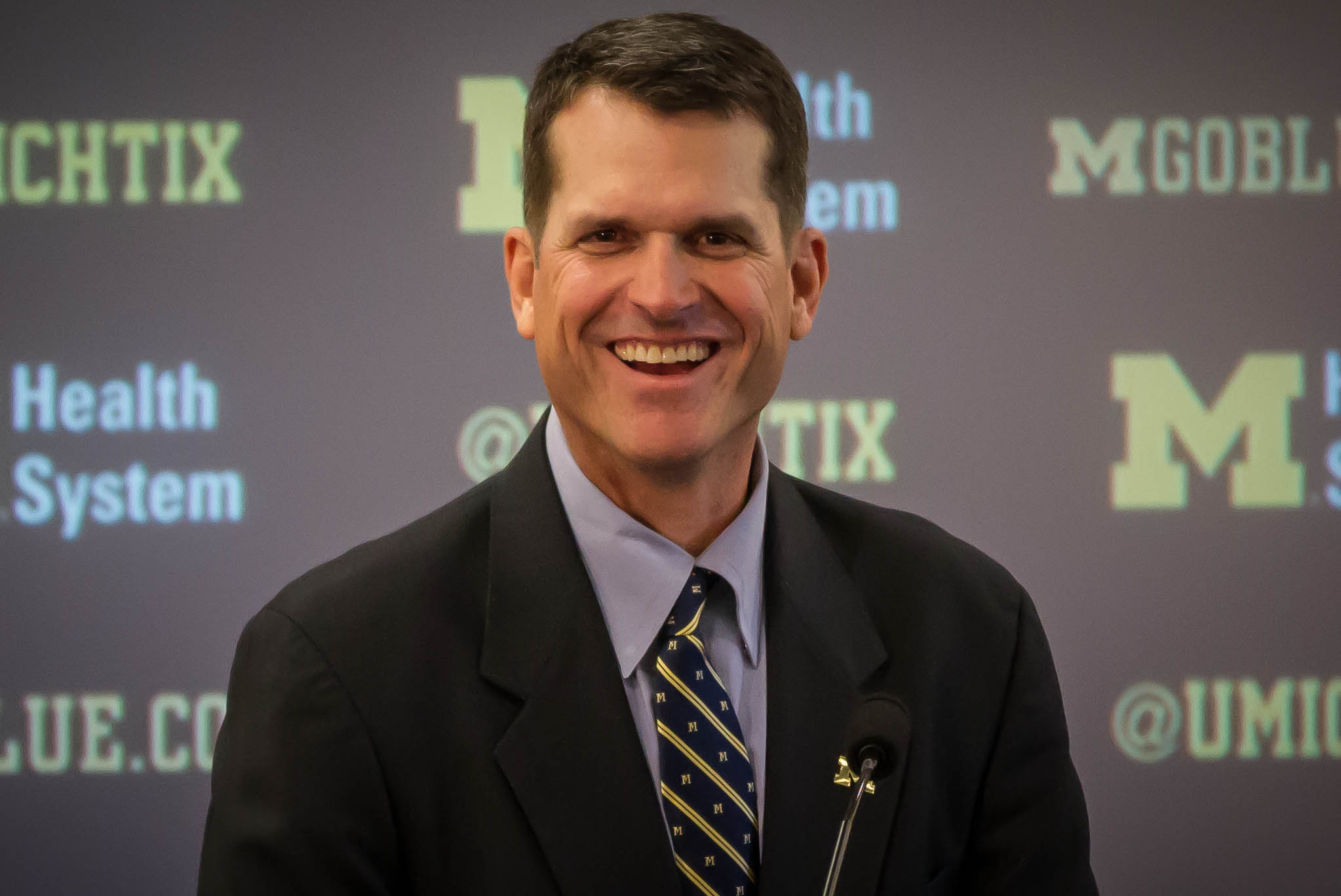
Alla fine della stagione 2014, Jim Harbaugh lasciò i 49ers dopo quattro anni di successi per allenare l'Università del Michigan

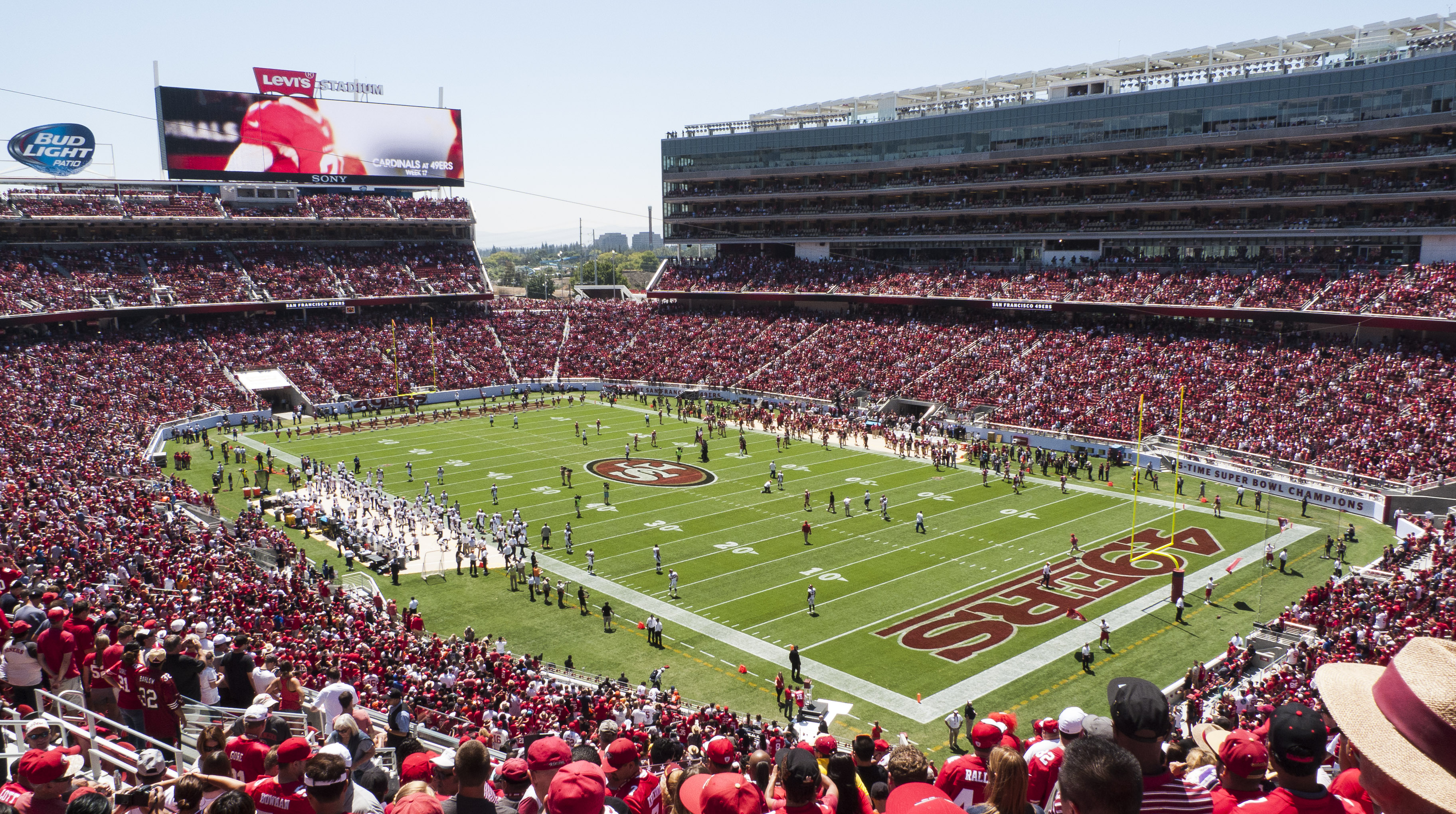
Nel 2014 i 49ers passarono al nuovo Levi's Stadium

Nel 2014 San Francisco iniziò la stagione per il secondo anno consecutivo con un record di 1-2. Contro Dallas, Chicago e Arizona, l'attacco faticò nel secondo tempo, facendo registrare un parziale complessivo di 52-3, difficoltà che sarebbe continuata per il resto della stagione. Nella settimana 4 contro Philadelphia, la difesa azzerò il prolifico attacco degli Eagles ma errori chiave commessi da Kaepernick e dallo special team dei 49ers mantennero in gara gli avversari, riuscendo comunque a vincere per 26 a 21. Nella settimana 5 il club si ritrovò contro l'ex quarterback Alex Smith e i Chiefs. L'attacco segnò solo un touchdown ma la vittoria giunse per 22-17 con l'aiuto del kicker, Phil Dawson. Dopo una vittoria coi Rams, seguirono due sconfitte contro Broncos e nel ritorno con St. Louis, scivolando a un record di 4-4. Contro i Saints, le difficoltà di San Francisco si ripresentarono, passando da un vantaggio di 21-10 a trovarsi sotto 24-21 a due minuti dal termine. Kaepernick tuttavia trovò in campo aperto Michael Crabtree con un passaggio da 51 yard e Dawson segnò il field goal che spedì la sfida ai supplementari. Lì Ahmad Brooks strappò con un sack il pallone al quarterback avversario Drew Brees, che consentì il field goal della vittoria. Nella settimana 13 i Niners si trovano su un record di 7-4, ma persero le successive quattro partite, venendo eliminati dalla corsa ai playoff per la prima volta dal 2010, dopo avere perso contro i Seahawks nella settimana 15. San Francisco sconfisse i Cardinals 20-17 nell'ultima gara della stagione e terminò con 8 vittorie e 8 sconfitte. Dopo mesi di indiscrezioni, l'allenatore Harbaugh e la dirigenza acconsentirono consensualmente a dividere le proprie strade dopo nemmeno un'ora dal termine dell'ultima partita. Il suo record finale come coach della squadra fu di 44-19-1.

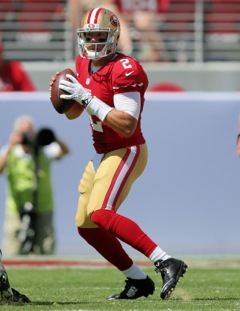
Blaine Gabbert fu il quarterback titolare dei 49ers nella seconda metà del 2015

## 2015-presente: anni di difficoltà

### 2015: l'anno di Jim Tomsula
Il 14 gennaio 2015, l'ex allenatore della linea difensiva della squadra Jim Tomsula fu promosso a capo-allenatore. Prima dell'inizio della stagione la squadra fu indebolita da diversi ritiri a sorpresa, come quello del veterano Patrick Willis e della scelta del primo giro del Draft 2010 Anthony Davis all'età di soli venticinque anni. Fu anche la prima stagione senza il running back Frank Gore, leader di tutti i tempi del club in yard, corse, passato come free agent ai Colts. Kaepernick apparve in difficoltà sin nelle prime partite, finendo per perdere il posto da titolare nella nona giornata, dopo due vittorie e sei sconfitte, terminando l'annata in lista infortunati. Anche con il nuovo titolare, Blaine Gabbert, la squadra continuò a stentare, chiudendo con 5 vittorie e 11 sconfitte all'ultimo posto della division. Subito dopo l'ultima giornata i 49ers annunciarono il licenziamento di Tomsula. Tra le note positive vi fu il ritorno a tempo pieno di NaVorro Bowman, che guidò la NFL in tackle.

### 2016: la stagione di Chip Kelly
Nel gennaio 2016, dopo una serie di colloqui con diversi aspiranti al posto, i 49ers annunciarono l'arrivo del nuovo capo-allenatore Chip Kelly, proveniente dai Philadelphia Eagles. Dopo una sonante vittoria per 28-0 nel primo turno contro i Los Angeles Rams, la stagione si rivelò un disastro, perdendo 12 gare consecutive, fino alla vittoria nel penultimo turno, di nuovo contro i Rams. Il record finale fu di 2 vittorie e 14 sconfitte, il secondo peggiore della NFL e, a pari merito con la stagione 2004, il peggiore della storia della franchigia. A fine anno i 49ers licenziarono Chip Kelly e il general manager Trent Baalke.

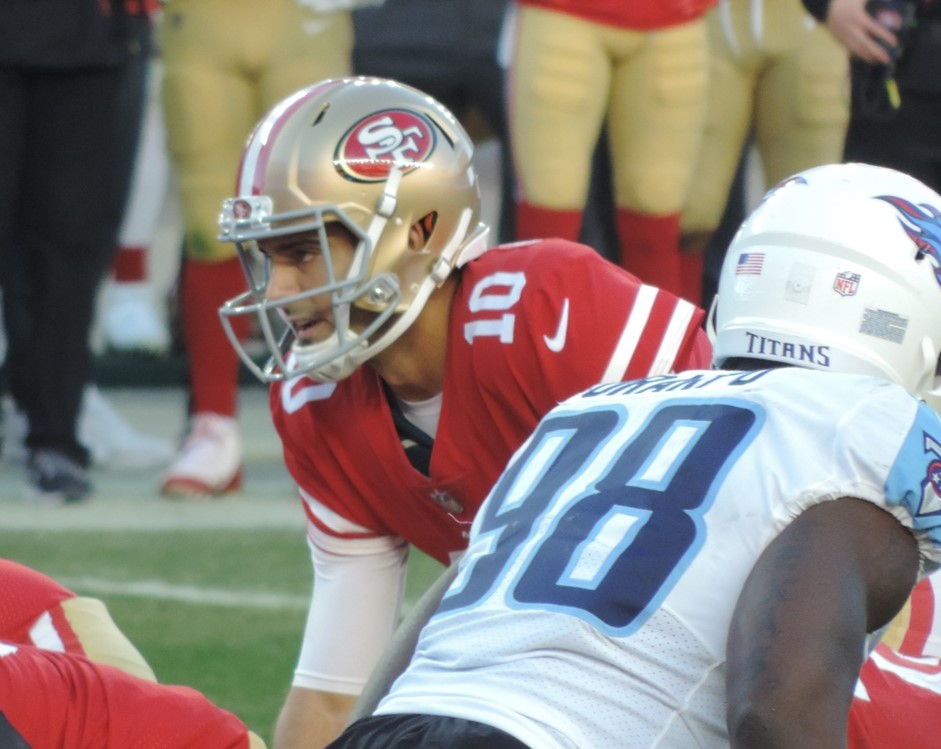
Jimmy Garoppolo giunse ai 49ers a metà della stagione 2017

### 2017
Nel 2017 i 49ers assunsero come capo-allenatore Kyle Shanahan e come general manager l'ex safety dei Tampa Bay Buccaneers John Lynch, ex safety dei Tampa Bay Buccaneers.. Nel ruolo di quarterback decise di affidarsi al veterano Brian Hoyer ma questi fu sostituito dopo poche gare dal rookie scelto nel terzo giro del draft C.J. Beathard che portò la squadra alla sua prima vittoria nel decimo turno contro i Giants. La stagione ebbe però una svolta il 30 ottobre con l'acquisizione dai Patriots del quarterback Jimmy Garoppolo. Questi disputò la prima gara come titolare nel tredicesimo turno e da quel momento vinse tutte le rimanenti cinque gare, portando San Francisco a chiudere con un bilancio di 6-10.